# Bhuvaneka Bahu VII
Bhuvaneka Bahu VII fou rei de Kotte (1521-1551). Era fill de Vijayabahu VII al que va succeir mitjançant una revolució. El Mahavansa diu que fou un rei de bon cor però totalment dependent dels portuguesos per mantenir el tron en contra del seu germà Mayadunne (per tot el relacionat amb aquest conflicte durant el seu regnat, vegeu la biografia de Mayadunne)
En aquest regnat es va escriure el Saddarmalankara, una obra en prosa contenint petites apologies i que explica els principis del budisme
El 1538 va morir el seu germà el raja de Rayigam (o Raigama), Rayigam Bandara (Para Raja Sinha), que estava aliat a Mayadunne en contra del rei i tercer germà Bhuvaneka Bahu VII. Llavors Maydunne es va apoderar dels dominis i tresors del germà difunt.
El rei Bhuvaneka Bahu VII no va tenir fills mascles però si una filla que es va casar amb Vidiye Bandara, el fill gran del raja de Madampe i d'una germana del rei de Kotte. Per assegurar la successió pel seu net, anomenat Dharmapala Bahu, va demanar suport als portuguesos als que va enviar un ambaixador de nom Sallappoo Arachy, amb una imatge d'or del seu net pel rei de Portugal a fi i efecte de que aquest rei conegués al que havia de ser el seu successor. En la cerimònia el jove príncep va rebre el nom-títol de Dom Juan. A canvi del reconeixement portuguès del jove príncep, el rei de Portugal va obtenir diverses concessions reials sobre la presència dels franciscans a l'illa. Un grup de franciscans dirigit per Frey Antonio do Padrao acompanyava els ambaixadors al seu retorn de Lisboa i van demanar permís per predicar l'Evangeli per tota l'illa i es van organitzar comunitats cristianes a les poblacions de la costa; alguns franciscans van arribar fins a Sekandagala (Kandy) on governava Jaya Vira (Jayaweira) que es volia fer cristià i només ho evitava la reacció hostil que podia provocar en la població; va demanar ajut als portuguesos que li havien d'enviar forces militars per protegir-lo, però mentrestant Mayadunne va aconseguir fer canviar de parer a Jaya Vira; els portuguesos que van arribar a Sekandagala foren derrotats pels singalesos i obligats a fugir a Colombo; Jaya Vira fou acusat pels portuguesos de ser el responsable i va haver de pagar una compensació de 10.000 pardaos (1 pardao = 4s 2d o 4s 6d) a més de retornar els canons que els portuguesos havien portat a Kandy.
A meitat de novembre del 1549 el rei de Kotte va enviar una ambaixada al virrei portuguès de l'Índia per demanar ajut contra Mayadunne que ja s'havia apoderat de la major part del seu regne i el tenia assetjat a la capital; va prometre a canvi 10.000 cruzados, pebre, deu elefants i un increment del tribut anual de 300 a 400 bahars de canyella. El virrei va enviar una força de 600 homes manats per Jorge de Castro i els 10.000 cruzados foren pagats als ambaixadors en el moment. Mayadunne va haver de aixecar el setge i retirar-se, deixant algunes forces per impedir un avanç portuguès combinat amb les forces de Kotte; la primera batalla es va lliurar entre Mutwal i el tanc Mulleriawa on hi havia un fort de Mayadunne, que fou conquerit pels portuguesos i les forces de Bhuvaneka Bahu VII; la segona batalla es va lliurar a Malwana, fortalesa que els aliats van ocupar i Mayadunne va perdre 600 homes; la tercera batalla es va lliurar a Hanwella on la fortificació fou igualment conquerida amb moltes baixes pels dos costats; la quarta batalla ers va lliurar a la ruta entre Hanwella i Avisawella on altre cop els aliats van guanyar. Mayadunne va evacuar Sitawaka cap a Batugedera, mentre els aliats saquejaven la capital. Després es van dirigir a Uda Rata, on el rei Jaya Vira, sabent que es preparava una expedició, va reunir un exèrcit de 40.000 homes i quan les forces de Bhuvaneka Bahu VII i els portuguesos van estar a la vista foren atacades per Jaya Vira i derrotades i els supervivents es van haver de retirar a Colombo.
Finalment Mayadunne va acordar la pau per la qual va haver de retornar a Bhuvaneka Bahu VII tots els districtes que li havia arrabassat, pagar 100.000 pagodes per cobrir les despeses de la guerra i contribuir amb diners i 3000 homes a una expedició contra el rei de Sekandagala (Kandy).
L'octubre de 1550 Dom Afonso de Noronha, nou virrei de l'Índia, en camí per fer-se càrrec del govern, fou desviat a Colombo pel monsó i allí el rei Bhuvaneka Bahu VII de Kotte li va demanar ajut per una expedició contra Mayadunne que darrerament havia iniciat la invasió del seu territori. El virrei va acceptar i va demanar a Bhuvaneka Bahu VII el pagament de 200.000 pardaos que el rei no va poder reunir ni de lluny; el virrei es va enfadar i el rei per apaivagar-lo li va enviar el que havia pogut reunir, 15000 pardaos i alguns regals per la reina de Portugal. Les pretensions del virrei foren tant exagerades que finalment el rei el va expulsar cap a Goa i va estar a punt de destruir la factoria portuguesa de Colombo.
Bhuvaneka Bahu VII patia feia algun temps, atacs de febre, i es va retirar a Kelaniya a la riba del Kelani Ganga. El 1551 quan hi havia monsó del nord-oest i no es podia enviar ajut des de l'Índia, Mayadunne va reagrupar les seves forces i va començar la invasió del territori del rei de Kotte. Va arribar a la vista de la ciutat i es va topar amb l'exèrcit de Bhuvaneka Bahu VII i els portuguesos, dirigits pel gendre del rei, Vidiye Bandar, i per Gaspar de Azevedo, capità de Colombo. Després d'una seria de xocs menors Mayadunne es va haver de retirar a l'altre costat del riu Kelani Ganga. Bhuvaneka Bahu VII que residia a la zona es va acostar per inspeccionar l'exèrcit i va rebre un tret al cap d'un portuguès, el mulat Antonio de Barcelos, un esclau del virrei Noronha, que aquest havia deixat a la zona quan se'n va anar, per realitzar aquesta missió. Vidiye Bandara es va retirar amb les seves forces cap a Kotte, on va dirigir la cerimònia funerària i el seu fill Dharmapala fou proclamat rei, sent ell mateix el primer a jurar-li fidelitat seguit de Gaspar de Azevedo i la resta de nobles. Vidiye Bandara va assolir la regència.